# Ekkehardt Dietze
Ekkehardt Dietze (* 21. Juni 1950 in Leipzig) ist ein deutscher Politiker (SPD) und ehemaliger thüringischer Landtagsabgeordneter.

## Leben
Ekkehardt Dietze hat zwei Kinder. Im Jahr 1969 schloss er eine Ausbildung zum Schlosser als Facharbeiter mit dem Abitur ab. Er begann ein Physikstudium, das er 1973 als Diplomphysiker beendete. Anschließend arbeitete er als Technologe im Chemiefaserkombinat (CFK) Schwarza. Ab 1979 war er Fachgebietsverantwortlicher im CFK Schwarza bzw. Thüringische Faser AG.
Nach seiner Abgeordnetentätigkeit kehrte der Diplomphysiker in seinen Beruf zurück und ist seit einigen Jahren in der Forschung tätig. Im Jahr 2001 gründete er zusammen mit vier anderen Wissenschaftlern das „Berliner Institut für Innovative Energie- und Antriebstechnologien“. 2005 erhielt er ein eigenes Labor in Berlin-Adlershof, wo er neben erneuerbaren Energietechnologien auch Wirbelvorgänge in der Natur erforscht. Von 1990 bis 1994 war Ekkehardt Dietze Mitglied des Ersten Thüringer Landtags. Außerdem war er Stadtratsmitglied in Rudolstadt und dort Fraktionsvorsitzender der SPD.